# Mount Pleasant, Texas
Mount Pleasant là một thành phố trong quận Titus, bang Texas, Hoa Kỳ. Theo điều tra dân số năm 2000, dân số thành phố là 13.935 người. Nó là quận lỵ của quận Titus 6, và nằm ở Đông Bắc Texas. Đây là thành phố khô (cấm bán đồ uống có cồn).

## Địa lý
Mount Pleasant có vị trí 33 ° 9'28 "N 94 ° 58'12" W / 33,15778 ° N 94,97 ° W / 33,15778; -94,97 (33,157891, -94,970084) [4].
Theo Cục Điều tra Dân số Hoa Kỳ, thành phố có tổng diện tích là 12,7 dặm vuông (33,0 km ²), trong đó, 12,5 dặm vuông (32,5 km ²) là đất và 0,2 dặm vuông mặt nước.